# Társadalmi norma
A társadalmi normák olyan magatartási szabályok, amelyek a lehetséges magatartások szerint előírják a helyeset és a követendőt, az előírás be nem tartása esetére hátrányos következményt helyeznek kilátásba, és azt általában meg is valósítják. A társadalmi normák nélkül nincs emberi társadalom, azok egyidősek az emberi társadalommal.

## Legfontosabb sajátosságai
- Nyelvi-gondolati képződmények, amelyek magatartásmintát, kellés jellegű  magatartás előírást tartalmaznak, ily módon befolyásolják az emberek akaratlagos viselkedését
- Nyelvi-gondolati objektivációk, ez azt jelenti, hogy nyelvi megfogalmazást nyernek, például általánosan határozzák meg a helyes magatartást, ilyen az erkölcs és az illem is. Lehet valamilyen hivatalosnak tekintett szerv vagy személy által alkotott normák összessége, például klubszabályzatok, szakmai etikai szabályok, wikipédia szabályai.
- Kellést fejeznek ki: lehetnek jövőre vonatkozó prognózisok (pl.bölcsességszabályok, használati utasítások, receptek); vagy normatív típusú elvárások – milyen feltételek között kinek mit kell tennie.  Ezeket a teljes magatartásszabályokat zárt normastruktúráknak nevezzük.
- Jellemzőjük az érvényesség, vagyis, hogy meghatározott körben kötelezőek, és be kell tartani őket.
- Jellemző a tartós időbeli érvényesség, ez különbözteti meg a normát az egyedi parancstól
- Ismételtség, ismétlődésre törekvés, azaz ismétlődő helyzetben, ismétlődő magatartásra kötelez
- Általánosság, mindenkire vagy egy meghatározott körre vonatkozik, de sohasem csak egy személyre, mivel az akkor már parancs
- A szankció minden norma sajátja, így normasértés esetén a norma megsértőjének szankciókra kell számítania
- A társadalmi normák érvényesülését valamilyen kényszer biztosítja
- Hipotetikus szerkezetűek, a "ha – akkor" fölépítés jellemzi
- A normatív következmény nem kauzálisan következik be, hanem a norma előírása alapján, a normasértést és a szankciót a norma kapcsolja össze, szankció nincs normasértés nélkül.
- Jellemző a normatív elvárás, tehát a norma egyben meghatározza a helyes magatartást is, így annak követését várja el
- Reálisak, tehát hihetetlen, megvalósíthatatlan elvárásokat nem lehet megfogalmazni
- Kölcsönösség jellemzi, a jogok és kötelezettségek párba állíthatók
- A társadalmi normák értékelést fejeznek ki, valamilyen értéket fejeznek ki

A társadalmi normák 3 nélkülözhetetlen mozzanata:
- magatartás leírása
- magatartás normatív minősítése
- normasértés következményeinek előírása

## A társadalmi normák típusai
- jog (jogi norma)
- erkölcs
- politikai normák
- vallási normák
- szakmai szabályok
- illem (illemszabályok)
- nyelv (nyelvi norma)